# خفاش گوش‌قیفی بزرگ هیسپانیولا
خفاش گوش‌قیفی بزرگ هیسپانیولا (نام علمی: Natalus major) نام یک گونه از رده پستانداران است.